# Sistan-et-Baloutchistan
Pour les articles homonymes, voir Baloutchistan et Sistan.
 (janvier 2019).
Si vous disposez d'ouvrages ou d'articles de référence ou si vous connaissez des sites web de qualité traitant du thème abordé ici, merci de compléter l'article en donnant les références utiles à sa vérifiabilité et en les liant à la section « Notes et références ».
Le Sistan-et-Baloutchistan ou Sistan-Baloutchistan (persan : سیستان و بلوچستان) est une des 31 provinces d'Iran. 
Elle est située au sud-est du pays, à la frontière avec le Pakistan et l'Afghanistan. Elle a une population de 2,1 millions d'habitants, et sa capitale est Zahedan.
La province est la deuxième plus grande province d'Iran, avec une superficie de 181 600 km2. Parmi les 26 préfectures que compte la province, on peut citer : Iranchahr, Tchabahar, Khash, Zabol, Zahedan, Saravan (en), et Nik Shahr (en).

## Géographie et culture

Comtés de Sistan-et-Baloutchistan

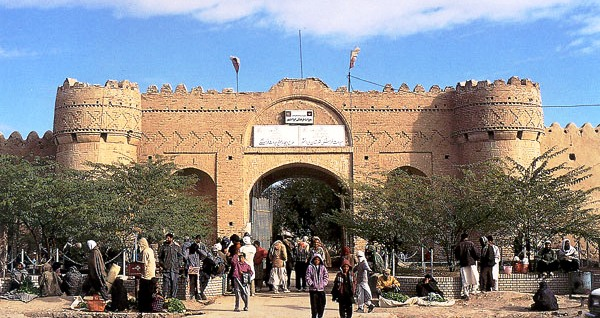
Gahl'eh Naseri, Iranshahr.

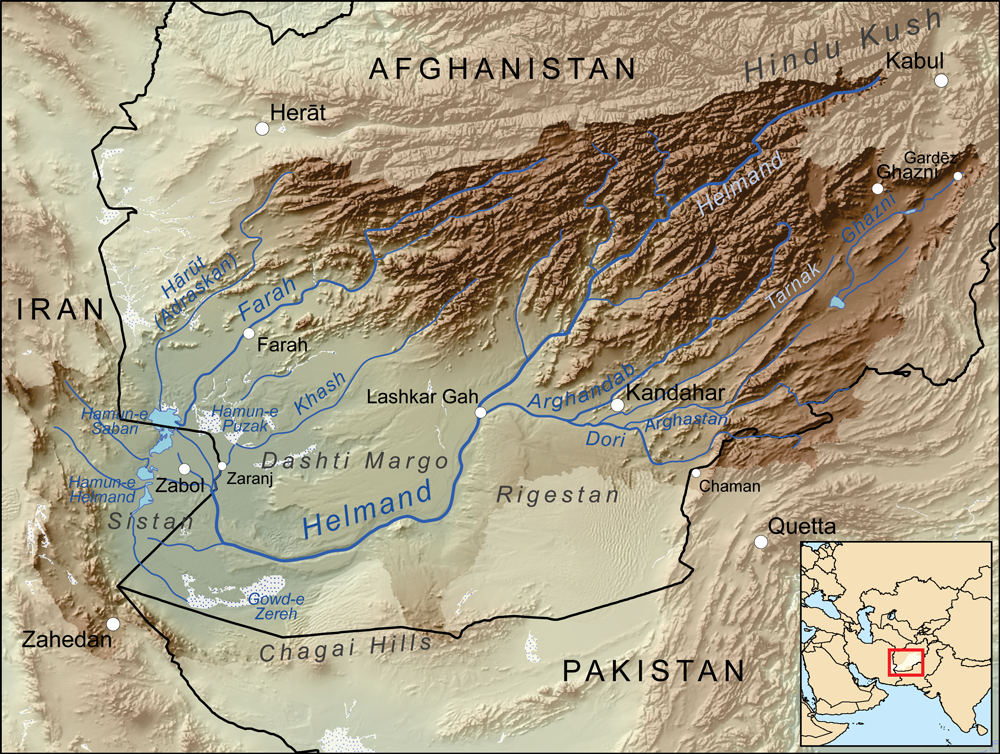
Iran et Afghanistan : le bassin endoréique du Sistan et le fleuve Helmand (ou Hilmand)

La province, voisine de l'Afghanistan, est composée de deux parties, le Sistan au nord et le Baloutchistan au sud. Le Sistan-et-Baloutchistan est une des régions les plus sèches d'Iran avec une très légère augmentation des précipitations d'est en ouest, et une augmentation substantielle de l'humidité dans les régions côtières. Le bassin endoréique du Sistan reçoit l'essentiel de son apport en eau par le fleuve Helmand, depuis l'Afghanistan. La province est sujette à des vents saisonniers de directions variées, dont les plus importants sont : le vent durant 120 jours du Sistan connu sous le nom de Levar, le Qousse, le septième vent (Gav-kosh : tueur de vaches), le Nambi ou vent du sud, le Hooshak, les vents humides et saisonniers de l'Océan Indien, le vent du nord (ou Gurich) et le vent d'ouest(Gard).  
Au sud et à l'ouest du Sistan-et-Baloutchistan, la population est majoritairement baloutche et parle le baloutche. Le nom Baloutchestân signifie en persan terre des Baloutches. De même, le nom Sistan vient du vieux persan Sākāstān et signifie terre des Sakas (/Saces).
Les habitants de la province du Sistan-et-Balouchistan continuent à suivre leurs propres normes et traditions, et la région a le potentiel pour devenir une des régions touristiques d'Iran. Les deux tribus les plus importantes de la province sont les Barahuie et les Baloutches. Leurs modes de vie, leurs coutumes, leurs traditions et leurs routes tribales forment un contexte culturel extrêmement intéressant.
De nombreux chercheurs, orateurs et personnalités littéraires viennent de cette partie de l'Iran, parmi lesquelles les célèbres Farrukhi Sistani, Ya`qûb ben Layth as-Saffâr et Rostam. L'ayatollah Ali al-Sistani descend également d'une famille s'étant installée dans le Sistan-et-Balouchistan.

## Histoire

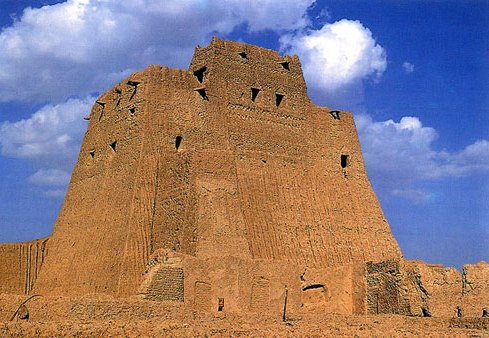
Ghal'eh Sab, Saravan.

Sur les épigraphes de Bisotoon et de Persépolis, le Sistan est mentionné comme un des territoires orientaux de Darius Ier. Le nom Sistan, tel que mentionné précédemment, est dérivé de Saka (parfois rencontré sous la forme de Saga, Sagastan ou Sakastan (en) (240-650) ou Sakestan), une des tribus aryennes ayant pris le contrôle dans cette région en 128 av. J.-C., et qui en furent dépossédés par des princes parthes. Depuis l'époque sassanide jusqu'au début de l'ère islamique, le Sistan a considérablement prospéré.
Pendant le règne d'Ardachîr Ier, le Sistan a été sous juridiction sassanide, et en 644, les Arabes musulmans ont pris le contrôle alors que l'empire Perse était aux derniers moments de sa déliquescence.
Le célèbre Ya`qûb ben Layth as-Saffâr, dont les descendants ont dominé cette région durant de nombreux siècles, est ensuite devenu gouverneur de la province. Des dynasties comme les Saffarides, les Samanides, les Ghaznévides et les Seldjoukides ont aussi régné sur ce territoire. Mais la région a connu de grandes destructions durant la conquête des Mongols et l'établissement de l'Ilkhanat de Perse.
En 1508, Shah Ismaïl Ier a conquis le Sistan, et durant le règne de Nâdir Shâh la région a connu des troubles internes à cause de disputes au sein du pouvoir.
L'ancien nom du Baloutchistan était Moka et au cours du temps, son nom s'est transformé en Mokran, qui était le secteur sud du Baloutchistan. Ce territoire a été connu sous les noms de Baloutchistan  à partir du moment où les tribus baloutches se sont installées là. D'après les restes découvertes dans les collines du Baloutchistan, l'histoire de cette région remonte à -3000.
Durant le second califat de l'Islam, ce territoire a été conquis par les Arabes et un commandant arabe a été nommé gouverneur. En 916, le Baloutchistan a été conquis par les Buwayhides puis par les Seldjoukides, moment auquel il est devenu une partie de la province de Kerman.

## Aujourd'hui

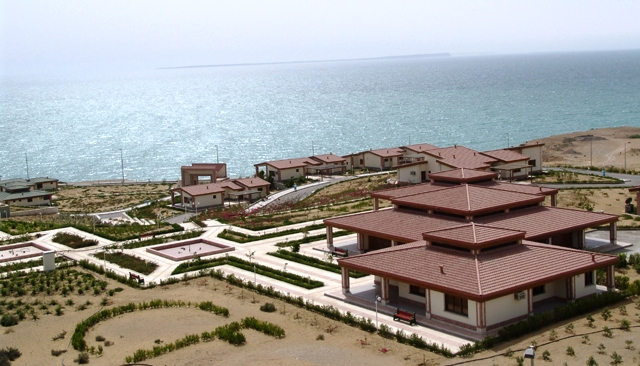
Le littoral sud le long de la mer d'Arabie.

La province est aujourd'hui l'une des moins développées, des plus désolées et des plus pauvres d'Iran. Elle est un point de passage pour le trafic de l'opium venant d'Afghanistan. Le gouvernement d'Iran a essayé de renverser la situation en créant de nouveaux plans de développement comme l'implantation de la zone franche de Tchabahar. Des négociations sont aussi en cours pour construire une usine d'assemblage d'automobiles dans la région. Mais la pauvreté et la marginalisation de la population de cette région, notamment discriminée par le pouvoir en raison de sa confession musulmane sunnite est la cause de tensions importantes et récurrentes.
En février 2019, 27 membres des gardiens de la révolution sont tués dans une attaque-suicide à la voiture piégée revendiquée par le groupe djihadiste Jaïch al-Adl.
En février 2021, d'importants manifestations ont lieu dans cette région, déclenché par la fermeture de la route la reliant au Balouchistan pakistanais, qui permet une importante contrebande, source essentielle de revenus pour les populations.
En septembre 2022, cette région est de nouveau secouée par un soulèvement populaire, dans le sillage des violentes manifestations qui ont lieu dans une grande partie du pays à la suite de la mort de Mahsa Amini, une jeune kurde tuée par la police des mœurs iranienne. Au Sistan-et-Baloutchistan, ce soulèvement est provoqué par le viol et la torture d’une jeune Baloutche (minorité ethnico-religieuse sunnite) de 15 ans par le chef de la police de Tchabahar, tandis qu'Abdolhamid Ismaeelzahi, leader sunnite iranien, accuse également les forces de l'ordre d’avoir tiré sur des fidèles pendant la prière du vendredi. À l'instar du Kurdistan iranien, les habitants du Sistan-Baloutchistan sont discriminés par le pouvoir chiite en raison de leur confession sunnite. Selon l’administration de la province, le bilan des heurts s’élève le 3 octobre à au moins cinquante morts, parmi lesquels deux colonels des gardiens de la révolution, l’armée idéologique du régime.

## Universités
1. Université de Sistan-et-Baloutchistan
2. Université de Zabol
3. Université Islamique libre d'Iranshahr
4. Université Islamique libre de Zahedan
5. Université de sciences médicales de Zahedan
6. Université de sciences médicales de Zabol
7. Université internationale de Chabahar